# Acólito
Acólito é um termo usado no Cristianismo para designar uma pessoa que auxilia nas celebrações litúrgicas, especialmente na Missa da Igreja Católica. A palavra vem do grego antigo ἀκόλουθος (akólouthos), que significa "seguidor" ou "assistente". Em português, especialmente no Brasil, acólitos não instituídos, quando jovens, são popularmente chamados de coroinhas, embora esse termo não apareça em documentos litúrgicos oficiais. Na Igreja Católica, o acólito pode ser um ministro instituído (um ministério formal conferido pelo bispo) ou um acólito não instituído, que desempenha funções litúrgicas sem instituição formal. Em outras denominações cristãs, como as igrejas Ortodoxa, Anglicana e Luterana, há papéis semelhantes, muitas vezes chamados de altar servers (servidores do altar) ou ministrantes.

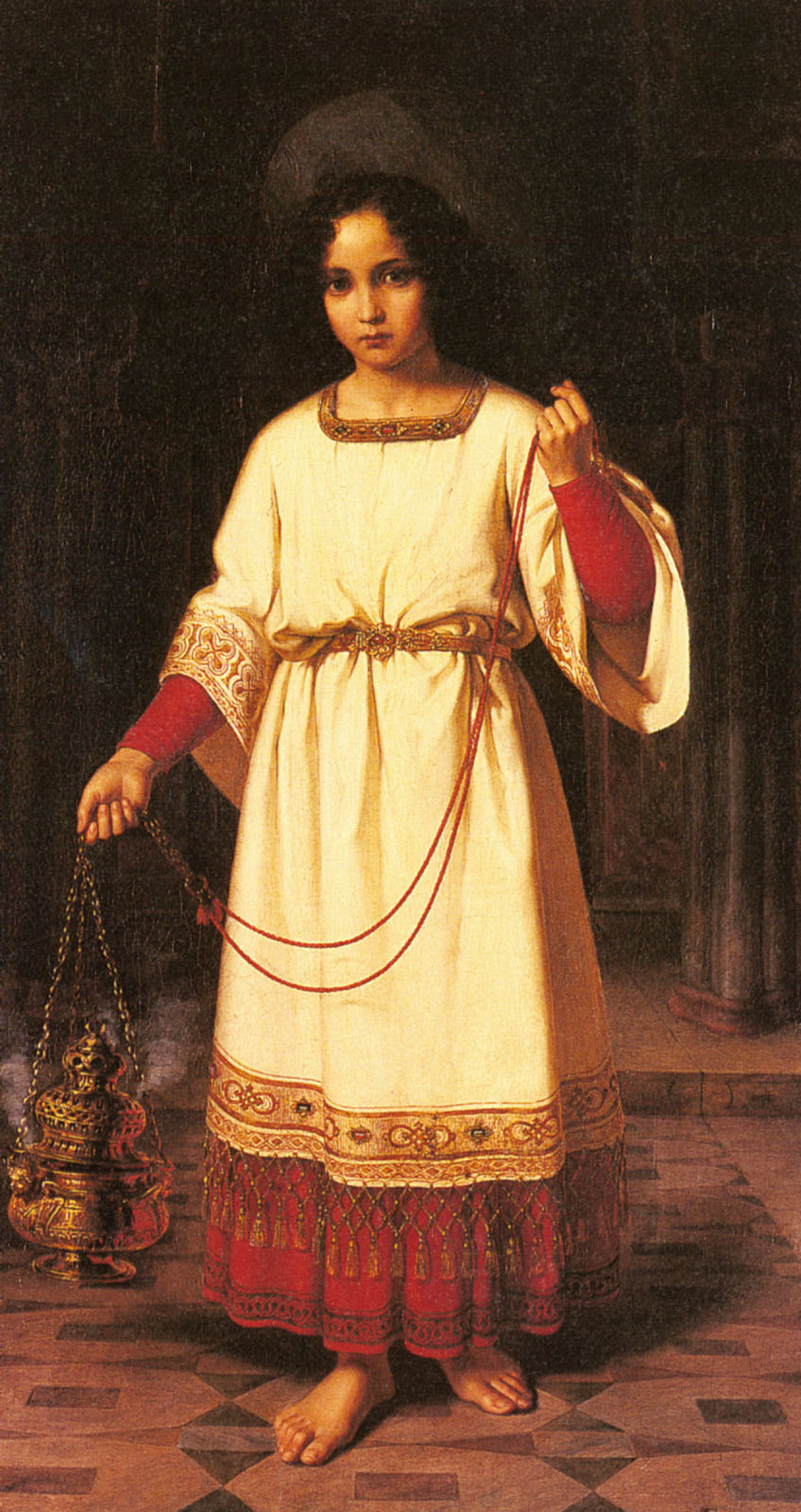
The Acolyte, pintura de Abraham Solomon, 1842, retratando um acólito em serviço litúrgico.

## História
O papel do acólito tem raízes antigas no Cristianismo. Na Igreja primitiva, os acólitos eram responsáveis por tarefas como levar as oferendas ao altar e assistir o clero durante a Eucaristia. Até o Concílio Vaticano II (1962–1965), o acólito era uma das quatro Ordens menores da Igreja Católica, junto com ostiário, leitor e exorcista. Essas ordens eram etapas preparatórias para o sacerdócio. Em 1972, o Papa Paulo VI, por meio da carta apostólica Ministeria quaedam, reformou as ordens menores, transformando os ministérios de leitor e acólito em ministérios instituídos, acessíveis a leigos e não mais exclusivos para candidatos ao sacerdócio.
Na Idade Média, os acólitos, muitas vezes chamados de ministrantes ou messdiener (termo alemão para "servidores da missa"), eram frequentemente jovens em formação para o clero. Após o Concílio de Trento (1545–1563), o papel continuou associado à preparação sacerdotal, mas com o tempo, especialmente após o Vaticano II, tornou-se mais comum a participação de leigos, incluindo mulheres, a partir de 1994, e formalmente autorizada pelo Papa Francisco em 2021, com o motu proprio Spiritus Domini.

## Funções na Igreja Católica
Os acólitos têm papéis variados, dependendo se são instituídos ou não, e do tipo de celebração litúrgica. Suas funções incluem:

### Acólito Instituído
O acólito instituído é um leigo (homem, conforme a legislação até 2021, mas agora também mulheres em algumas dioceses) que recebe um rito formal de instituição pelo bispo. Suas funções incluem:
- Preparar o altar e os vasos sagrados para a Missa.
- Auxiliar o padre e o diácono durante a liturgia eucarística.
- Distribuir a Eucaristia como ministro extraordinário, quando necessário.
- Purificar os vasos sagrados após a comunhão, uma tarefa reservada exclusivamente aos instituídos.[3]
- Expor e repor o Santíssimo Sacramento para adoração, sem dar a bênção.[4]

Os acólitos instituídos são comuns entre seminaristas, mas também podem ser leigos que desejam servir a Igreja de forma mais formal.

### Acólito Não Instituído
Os acólitos não instituídos, frequentemente jovens chamados de coroinhas no Brasil, desempenham funções mais simples, como:
- Ceroferário: Carregar velas (círios) nas procissões de entrada e saída ou durante a proclamação do Evangelho.[5]
- Cruciferário: Portar a cruz processional.
- Turiferário: Manejar o turíbulo (incensário) em missas solenes, acompanhado pelo naveculário, que carrega a naveta com incenso.
- Evangeliário: Carregar o Livro dos Evangelhos na procissão de entrada, na ausência de um diácono.
- Auxiliar na preparação do altar, trazendo as oferendas (pão, vinho e água) e assistindo o celebrante no lavabo (rito de lavagem das mãos).

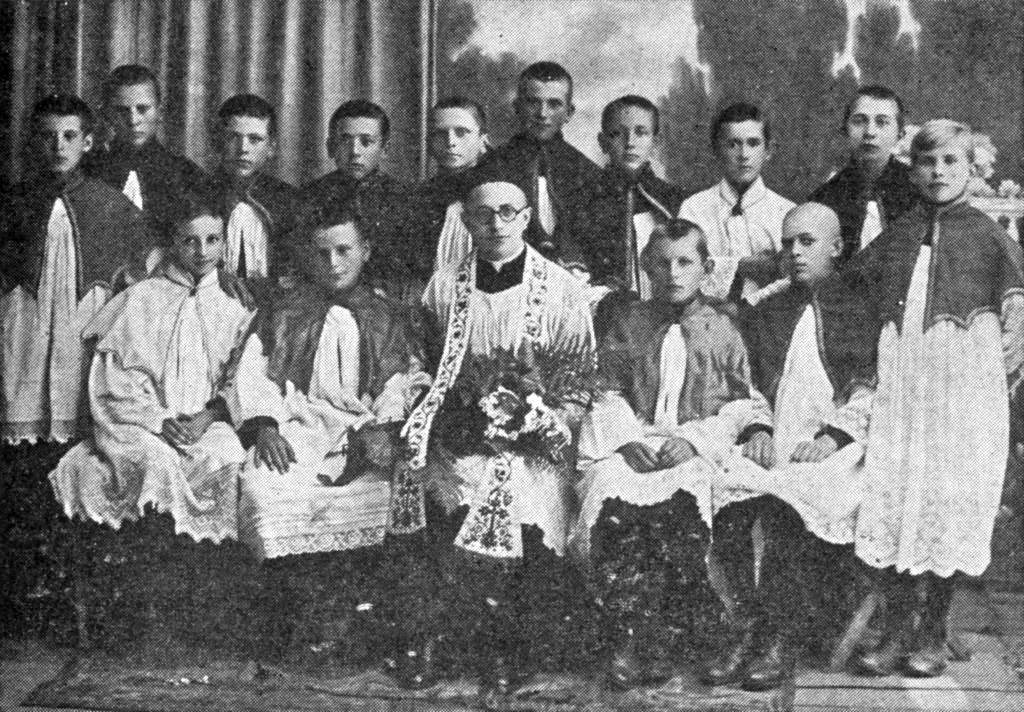
Messdiener, entre eles o futuro Papa João Paulo II (sentado, segundo da esquerda), em uma foto histórica.

### Cerimoniário
O cerimoniário é um ministro litúrgico especializado, responsável por organizar e dirigir as celebrações, especialmente as mais complexas, como as missas pontificais. Não é tecnicamente um acólito, mas pode ser desempenhado por um acólito instituído ou não, desde que tenha conhecimento litúrgico suficiente. Suas funções incluem:
- Coordenar acólitos, leitores, cantores e outros ministros.
- Organizar procissões e marcar o Missal Romano.
- Cuidar das insígnias episcopais (como báculo e mitra) em celebrações com bispos.
- Garantir que a liturgia seja harmoniosa e edificante.

O cerimoniário veste batina e sobrepeliz ou alva com cíngulo, dependendo da diocese.

## Vestes Litúrgicas
Os acólitos geralmente usam:
- Alva: Uma veste branca longa, símbolo da pureza batismal, com um cíngulo na cor litúrgica do dia.
- Túnica e sobrepeliz: Em algumas regiões, especialmente para coroinhas, usa-se uma túnica vermelha ou preta com sobrepeliz branca.
- Batina e sobrepeliz: Reservada para acólitos instituídos ou cerimoniários, especialmente em catedrais ou missas pontificais.[7]

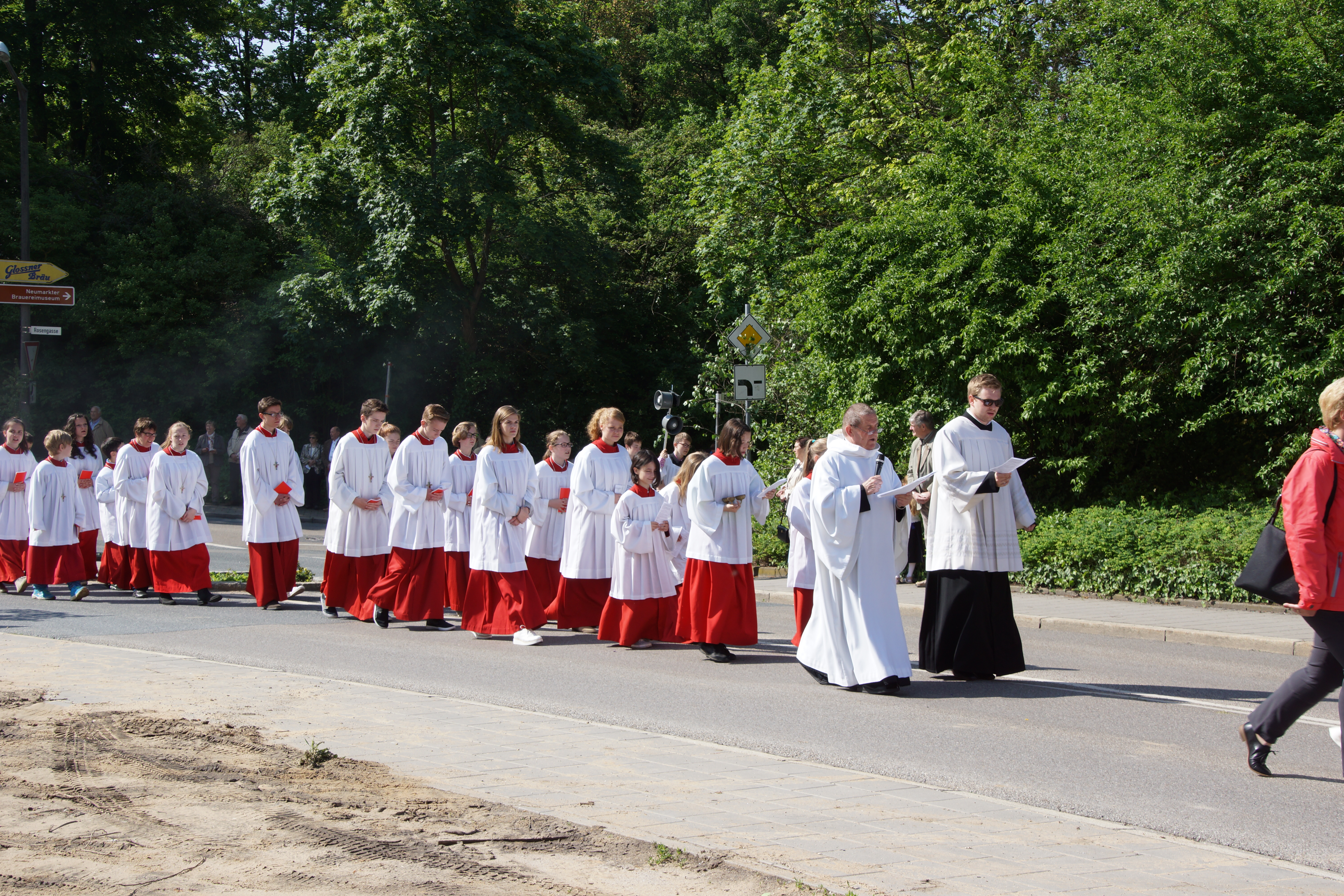
Acólitos em uma procissão de Corpo de Deus (Fronleichnam), vestindo alvas e cíngulos.

## Acólitos em Outras Denominações Cristãs
- Igreja Ortodoxa: Os servidores do altar, equivalentes aos acólitos, são frequentemente chamados de altar servers ou taper-bearers (portadores de velas). Podem ser leitores, subdiáconos ou jovens não tonsurados, vestindo sticharion (uma veste litúrgica semelhante à alva).[8]
- Igreja Luterana: Os acólitos têm funções como acender velas, tocar sinos e carregar cruzes ou banners. Podem ser cruciferários, turiferários ou portadores de tochas, vestindo alba com cíngulo na cor litúrgica.[9]
- Igreja Anglicana: O uso de acólitos varia por paróquia. Em igrejas de tradição "alta", desempenham funções semelhantes às católicas, como carregar cruzes e velas. Não há uma definição fixa no Book of Common Prayer.[10]
- Igreja Metodista: Acólitos, muitas vezes jovens, carregam cruzes, acendem velas e tocam sinos, simbolizando a presença de Jesus Cristo na liturgia. Usam albas ou túnicas.[11]

## Acólitos Famosos
- São Tarcísio: Acólito romano do século III, martirizado por proteger a Eucaristia. É o padroeiro dos acólitos e coroinhas, celebrado em 15 de agosto.[12]
- São João Paulo II: Antes de se tornar papa, foi acólito (messdiener) em sua paróquia na Polônia, como registrado em fotos históricas.[13]
- São Francisco Marto: Um dos pastorinhos de Fátima, proclamado beato em 2000 e patrono dos acólitos portugueses em 2010.[14]

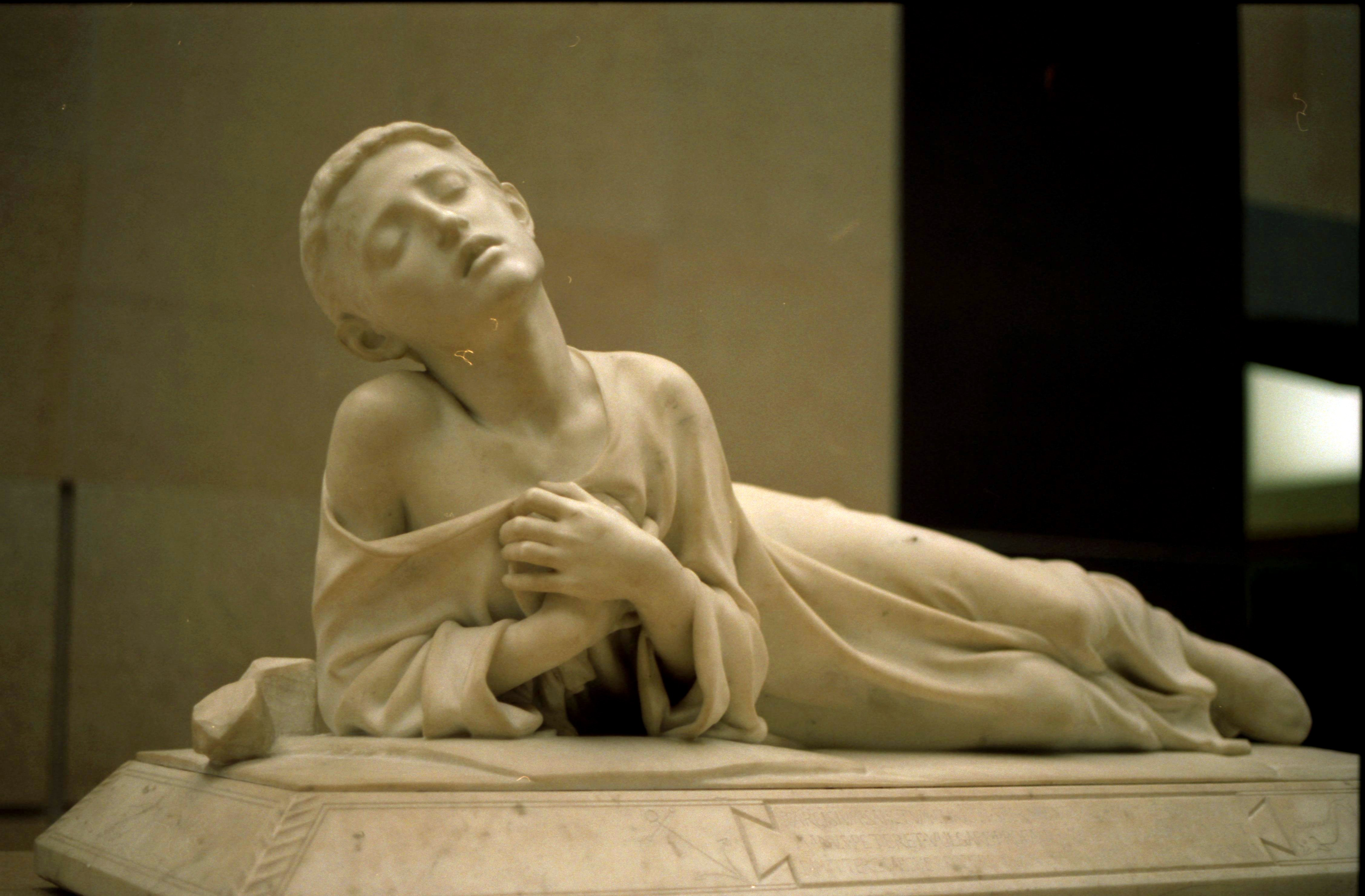
Estátua de São Tarcísio, padroeiro dos acólitos, em Paris.

## Organização e Formação
Na Igreja Católica, os acólitos, especialmente os não instituídos, são frequentemente crianças ou jovens que receberam a Primeira Comunhão. Passam por uma formação básica para aprender os ritos, as cores litúrgicas e os símbolos da liturgia. Em algumas dioceses, há cursos para cerimoniários, que podem incluir exames.
Na Alemanha, em 2021, havia cerca de 360.000 acólitos (53% mulheres), com números variando entre dioceses (de 403 em Görlitz a 44.645 em Münster). Na Áustria, estima-se 50.000 acólitos. Muitas paróquias organizam grupos de acólitos, com atividades como passeios, retiros e participação em eventos como a Wallfahrt (peregrinação de acólitos) a Roma.